# Оберт, Адам
А́дам О́берт (словац. Adam Obert; род. 23 августа 2002, Братислава, Словакия) — словацкий футболист, защитник клуба «Кальяри» и сборной Словакии. Участник чемпионата Европы 2024.

## Карьера
Играл в молодёжной команде чешской «Зброёвки». В августе 2018 года перешёл в структуру «Сампдории», где играл за команды до 17, 18 и 19 лет.

### «Кальяри»
В июле 2021 года стал игроком итальянского «Кальяри». Дебютировал в Серии А 24 октября 2021 года в матче с «Фиорентиной», заменив Найтана Нандеса. В Кубке Италии сыграл в матче второго круга против клуба «Читтаделла». Параллельно Адам был заявлен за молодёжную команду клуба. В Примавере 1 сыграл против сверстников из «Лечче».

## Карьера в сборной
Играл за сборные Словакии до 17 и 21 года.